# Чарквиани, Гела Кандидович
Гела Чарквиани (1 марта 1939, Тбилиси — 9 ноября 2021, Тбилиси) — советский и грузинский дипломат, телеведущий и преподаватель, занимал ряд государственных должностей в независимой Грузии.

## Ранние годы
Гела Чарквиани родился 1 марта 1939 года в Тбилиси, в семье Кандида Чарквиани и Тамары Джаошвили. Его отец в то время занимал должность первого секретаря ЦК компартии Грузии, мать работала врачом-офтальмологом. Кандид Чарквиани обращал особое внимание на кругозор и тягу к знаниям своих детей и следил за их образованием. В школе Гела учился в одном классе с Звиадом Гамсахурдия, Гурамом Дочанашвили и Мерабом Костава. Несмотря на диссидентские настроения одноклассников Чарквиани не считал себя оппозиционером, но интересовался доступными образцами западной культуры. Увиденный в детстве фильм «Серенада солнечной долины» с музыкой Гленна Миллера он впоследствии считал проявлением мягкой силы, создавшим у него симпатию к западному миру.
По окончании школы Гела Чарквиани изучал архитектуру в Грузинском политехническом институте, к этому времени относятся его первые эксперименты с рок-музыкой. Он окончил курс и получил диплом Тбилисского государственного педагогического института иностранных языков, после окончания института в 1970 в течение года стажировался в Мичиганском университете в Анн-Арборе, США. По его собственному мнению, стажировка в США, совпавшая по времени с расцветом контркультуры 1960-х, оказала большое воздействие на его общественные и политические взгляды. Необычная для советской традиции свобода дискуссий, отсутствие запретных тем, а также личное знакомство с представителями зачастую полярно противоположных течений, в том числе с Бетти Фридан и Гербертом Маркузе, сформировали позицию Гелы Чарквиани как либерального демократа.

## Карьера
По окончании стажировки Чарквиани был приглашён на работу в институт иностранных языков в качестве преподавателя английского языка и проработал в этой должности до 1995 года. В дополнение к занятиям по языку он написал программу «Краеведение» и читал лекции, разработав аналогичный курс, излагавший основные социологические понятия общественной и экономической жизни в странах Запада, неизвестные советским людям. Курс «Краеведение» читался в нейтрально-информационном ключе, сам Гела Чарквиани не считал себя диссидентом и видел свою задачу лектора исключительно как просветительскую. Курс был популярен, и на его лекции приходили студенты из других ВУЗов Тбилиси. Помимо преподавательской работы в университете он занимался частным преподаванием английского у себя на дому, одним из его учеников был школьник Михаил Саакашвили.
С 1976 по 1994 год Чарквиани вёл программу «Глобус» на грузинском республиканском телевидении, каждый выпуск программы посвящался отдельной стране и представлял собой рассказ о её истории, культуре и современности. Его телевизионный пятисерийный документальный фильм «Грузины в Кремле» был показан телеканалом Рустави 2 в сентябре-октябре 2004 года.

## В независимой Грузии
С 1992 по 2003 Гела Чарквиани работал главным внешнеполитическим советником второго президента Грузии Эдуарда Шеварднадзе, принимал участие во всех ключевых переговорах главы государства. В начале 1992 года, во время фактической международной легитимации Государственного совета и самого Шеварднадзе как новой верховной власти Грузии, что происходило через визиты глав зарубежных стран, Чарквиани выполнял и функции переводчика главы государства. С 1995 года он занимал должность руководителя службы международных отношений Государственной канцелярии Грузии.
После отставки Шеварднадзе в результате «революции роз» в 2003 году Чарквиани продолжал работу внешнеполитического советника и руководителя службы международных отношений при исполнявшей обязанности президента Нино Бурджанадзе. Гела Чарквиани ушёл в отставку 2 января 2004 года, за два дня до выборов, приведших к власти Михаила Саакашвили.
Хотя пришедший к власти Михаил Саакашвили сразу предложил ему работу в новом правительстве, сам Гела Чарквиани счёл такую быструю смену неэтичной и оставался в отставке полтора года. В 2005 году Чарквиани принял предложение Саакашвили и был назначен пресс-спикером третьего президента Грузии, в этом качестве принимал участие в решении ряда внешнеполитических вопросов.
В 2006 году в семье Чарквиани произошла трагедия: в возрасте 45 лет скоропостижно скончался его сын Ираклий, известный грузинский поэт и рок-музыкант. Президент Михаил Саакашвили предложил Геле Чарквиани должность посла Грузии в Великобритании и Ирландии, что соответствовало профессиональным качествам Чарквиани и могло помочь ему и его жене пережить случившееся. Чарквиани принял предложение, переехал с супругой в Лондон и проработал в этой должности три года. После ухода с должности посла он ещё два года работал в Лондоне постпредом Грузии в Международной морской организации, окончательно уйдя с дипломатической работы в 2011 году.

## После отставки
Уйдя в отставку, Гела Чарквиани занимался творческой деятельностью: публиковал книги и выпускал музыку собственного сочинения. Под его редакцией вышла книга «Эпизоды взаимоотношений со Сталиным», составленная из письменных воспоминаний его отца Кандида Чарквиани. Также он написал собственные политические воспоминания «Хоровод знакомых химер», переведённые на английский под названием «Eleven Years by Shevy’s Side (Одиннадцать лет рядом с Шевой)» и рассказывавшие о работе Чарквиани советником президента Шеварднадзе.
Гела Чаркивани скончался 9 ноября 2021 года в Тбилиси и был похоронен на Сабурталинском кладбище рядом с женой Наной и сыном Ираклием.

## Семья
- Отец Кандид Чарквиани (1907—1994) — советский партийный и государственный деятель
- Мать Тамара Джаошвили (1914—1990)

- Брат Мераб (1934—2001), химик.
- Брат Георгий (1937—2007), журналист.

- Жена Нана Тоидзе

- Сын Ираклий (1961—2006) — грузинский поэт, композитор и рок-исполнитель
- Дочь Теона (род. в 1967 году)

## Награды
- Орден Чести в 1998 году.
- Президентский орден «Сияние» в 2011 году[12].
- Орден Победы имени Святого Георгия в 2013 году[8].